# Вома (коммуна)
Вома́ (фр. Vaumas) — коммуна во Франции, находится в регионе Овернь. Департамент коммуны — Алье. Входит в состав кантона Домпьер-сюр-Бебр. Округ коммуны — Мулен.
Код INSEE коммуны — 03300.

## Население
Население коммуны на 2008 год составляло 544 человека.
| 1962 | 1968 | 1975 | 1982 | 1990 | 1999 | 2008 |
| ---- | ---- | ---- | ---- | ---- | ---- | ---- |
| 661  | 727  | 685  | 627  | 592  | 564  | 544  |

## Экономика
В 2007 году среди 329 человек в трудоспособном возрасте (15—64 лет) 231 были экономически активными, 98 — неактивными (показатель активности — 70,2 %, в 1999 году было 64,7 %). Из 231 активных работали 209 человек (113 мужчин и 96 женщин), безработных было 22 (10 мужчин и 12 женщин). Среди 98 неактивных 27 человек были учениками или студентами, 33 — пенсионерами, 38 были неактивными по другим причинам.

## Достопримечательности
- Мельница
- Церковь XIV—XV веков